# Тихонова, Анастасия Тихоновна
Анастаси́я Ти́хоновна Ти́хонова (7 сентября 1909, Алдышка, Царевококшайский уезд, Казанская губерния, Российская империя ― 1 мая 1987, Йошкар-Ола, Марийская АССР, РСФСР, СССР) ― марийская советская актриса театра. Одна из ярких представительниц первого поколения профессиональных марийских актрис театра. Заслуженная артистка РСФСР (1963), народная артистка Марийской АССР (1946). Кавалер ордена Ленина (1951). Член ВКП(б) с 1949 года.

## Биография
Родилась 7 сентября 1909 года в дер. Алдышка ныне Моркинского района Марий Эл в бедной крестьянской семье. В 1921 году от тифа умерли её родители, воспитывалась в Моркинском детском доме Марийской автономной области. В 1927 году была направлена на учёбу в Аринскую школу крестьянской молодёжи МАО.
В 1929 году с рекомендательным письмом от преподавателя школы, известного марийского поэта Н. С. Мухина поехала в Йошкар-Олу поступать в драматическую студию при Марийском государственном театре. Проучившись в студии полгода, в июле 1930 года по направлению Марийского облоно поступила на музыкальный рабфак при Московской государственной консерватории. В октябре 1932 года, после ликвидации рабфака, вернулась в Йошкар-Олу и поступила на актёрское отделение Марийского областного техникума искусств, который окончила в 1935 году.
В 1935―1966 годах ― артистка Марийского театра драмы имени М. Шкетана. Одна из ведущих актрис этого театра в те годы.
В 1949 году вступила в ВКП(б). В 1951―1959 годах избиралась депутатом Верховного Совета Марийской АССР III и IV созывов, в 1947―1957 годах — депутатом Йошкар-Олинского городского Совета депутатов трудящихся II―V созывов.
Скончалась 1 мая 1987 года в Йошкар-Оле, похоронена на Туруновском кладбище Йошкар-Олы.

## Актёрская карьера
Формирование творческой индивидуальности актрисы началось под руководством режиссера Н. Станиславского, возглавлявшего Маргостеатр в 1934—1936 гг. и преподававшего в Марийском техникуме искусств. Будучи учащейся техникума, А. Тихонова участвовала в спектакле «Гроза» по драме А. Н. Островского, а как актриса театра играла в таких спектаклях Н. Станиславского, как «Акпатыр» (С. Чавайн, 1935), «Ӱдырым налмаш» (Н. Гоголь «Женитьба», 1935), «Окса тул» (С. Чавайн «Клад», 1936), «Пундаште» (М. Горький «На дне», 1941).
А. Тихоновой довелось играть в спектаклях А. Маюк-Егорова: Васик (М. Шкетан «Шурно» / «Урожай», 1933), Полина (А. Островский «Доходан вер» (Доходное место, 1936), Саша (А. Пушкин «Дубровский», 1937), Гаврик (В. Катаев «Шкет парус» / «Белеет парус одинокий», 1938).
В конце 1930-х годов стала одной из ведущих лирико-драматических актрис Марийского государственного театра. Лиричностью и женственностью наделила она Чачавий, главную героиню драмы Н. Арбана «Янлык Пасет» («Черный Волк», 1944). Во время Великой Отечественной войны ей сыграны роли разного плана — это мещанка Крутенёва (С. Николаев «Элнет серыште» / «На берегу Илети», 1944), сваха Фёкла Ивановна (Н. Гоголь «Ӱдырым налмаш» / «Женитьба», 1944) и красавица Кунавий (И. Смирнов «Асан ден Кансыл», 1944). Была постоянной участницей концертных программ, которые составляли основную часть репертуара театра военных лет.
В первое послевоенное десятилетие создала образы главных героинь в ряде пьес А. Островского: Снегурочка («Лумӱдыр» / «Снегурочка», 1946), Кручинина («Титакдыме титакан-влак» / «Без вины виноватые», 1948), Катерина («Кӱдырчан йӱр» / «Гроза», 1955). В 1951 году режиссёром Е. Амантовым была поставлена трагедия В. Шекспира «Ромео и Джульетта», в которой А. Тихонова создала образ Джульетты. Ее партнёром по роли был С. Кузьминых. В 1947 году актриса исполнила роль Ульяны Громовой в спектакле «Рвезе гвардий» («Молодая гвардия») по роману А. Фадеева.
Создала образы Айвики и Салики в пьесах С. Николаева «Айвика» (1948) и «Салика» (1942, 1954), Маюк (М. Шкетан «Ачийжат-авийжат!..» / «Эх, родители!..», 1952).
Работая над ролью, актриса выстраивала характер героини, исходя из ее индивидуальности, обогащая его своими жизненными наблюдениями и обобщениями, зачастую раздвигая внутренние рамки написанной драматургом роли. Образ современницы, бригадира колхоза Ксении, создала в одноимённой драме А. Волкова (1952). Ей довелось сыграть вереницу ролей передовых колхозниц (пчеловодов, полеводов, звероводов и т. д.) в пьесах марийских авторов, повествующих о жизни послевоенной деревни.
Значительной вехой в творческой биографии актрисы стала роль Марии Александровны Ульяновой в драме Н. Попова «Еш» («Семья», 1962); режиссёр В. Данилов.
В 1941 году ей присвоено почётное звание «Заслуженная артистка Марийской АССР», в 1946 году ― звание «Народная артистка Марийской АССР». В 1963 году она стала заслуженной артисткой РСФСР. Награждена орденом Ленина и медалями, в том числе медалью «За трудовую доблесть», а также 6-ю почётными грамотами Президиума Верховного Совета Марийской АССР.

## Основные роли
Список основных ролей А. Т. Тихоновой:
- С. Чавайн «Акпатыр», 1935
- Н. Гоголь «Ӱдырым налмаш» / «Женитьба», 1935
- С. Чавайн «Окса тул» / «Клад», 1936
- М. Горький «Пундаште» / «На дне», 1941
- Васик (М. Шкетан «Шурно» / «Урожай», 1933)
- Полина (А. Островский «Доходан вер» / «Доходное место», 1936)
- Саша (А. Пушкин «Дубровский», 1937)
- Гаврик (В. Катаев «Шкет парус» / «Белеет парус одинокий», 1938)
- Салика (С. Николаев «Салика», 1942, 1954)
- Чачавий (Н. Арбан «Янлык Пасет» / «Чёрный Волк», 1944)
- Мещанка Крутенёва (С. Николаев «Элнет серыште» / «На берегу Илети», 1944)
- Сваха Фёкла Ивановна (Н. Гоголь «Ӱдырым налмаш» / «Женитьба», 1944)
- Красавица Кунавий (И. Смирнов «Асан ден Кансыл», 1944)
- Снегурочка (А. Островский «Лумӱдыр» / «Снегурочка», 1946)
- Ульяна Громова (А. Фадеев «Рвезе гвардий» / «Молодая гвардия», 1947)
- Кручинина (А. Островский «Титакдыме титакан-влак» / «Без вины виноватые», 1948)
- Айвика (С. Николаев «Айвика», 1948)
- Джульетта (В. Шекспир «Ромео и Джульетта», 1951)
- Маюк (М. Шкетан «Ачийжат-авийжат!..» / «Эх, родители!..», 1952)
- Ксения (А. Волков «Ксения», 1952)
- Катерина (А. Островский «Кӱдырчан йӱр» / «Гроза», 1955)
- Мария Александровна Ульянова (Н. Попов «Еш» / «Семья», 1962)

## Признание
- Заслуженная артистка РСФСР (1963)[2][3][4][5]
- Народная артистка Марийской АССР (1946)[2][3][4][5]
- Заслуженная артистка Марийской АССР (1941)[2][3][4]
- Орден Ленина (1951)[2][3][4][5]
- Медаль «За доблестный труд в Великой Отечественной войне 1941—1945 гг.» (1945)[2][3][4]
- Медаль «За трудовую доблесть» (1946)[2][3][4]
- Почётная грамота Президиума Верховного Совета Марийской АССР (1939, 1941, 1945, 1949, 1954, 1957)[2][3][4]

## Память
- Именем актрисы названа улица в её родной деревне Алдышка Моркинского района Марий Эл[7].
- В Йошкар-Оле на доме № 19 по Ленинскому проспекту, где жила актриса, установлена мемориальная доска. Надпись на ней гласит: «В этом доме с 1958 по 1987 года жила заслуженная артистка РСФСР, народная артистка МАССР Анастасия Тихоновна Тихонова»[8].